# Kavos
Kavos (en griego: Κάβος) es el pueblo costero más meridional de la isla de Corfú, que forma parte de las islas Jónicas de Grecia. Se ubica en el distrito municipal y el municipio de Lefkimmi. Dista 300 kilómetros al oeste de Atenas. Tradicionalmente ha sido un pueblo tranquilo, de poca población, dedicada a la agricultura y al cultivo de los olivos. 
Desde finales de la década de 2010, ha ganado popularidad como un centro turístico muy dedicado al turismo y es popular entre los jóvenes turistas británicos, de los Balcanes y del norte de Europa.
La parte principal de Kavos es una franja larga que corre paralela a la línea de la costa, con playas poco profundas y claras, donde se congrega una importante parte de sus restaurantes, tiendas, hoteles y apartamentos.